# 国道274号

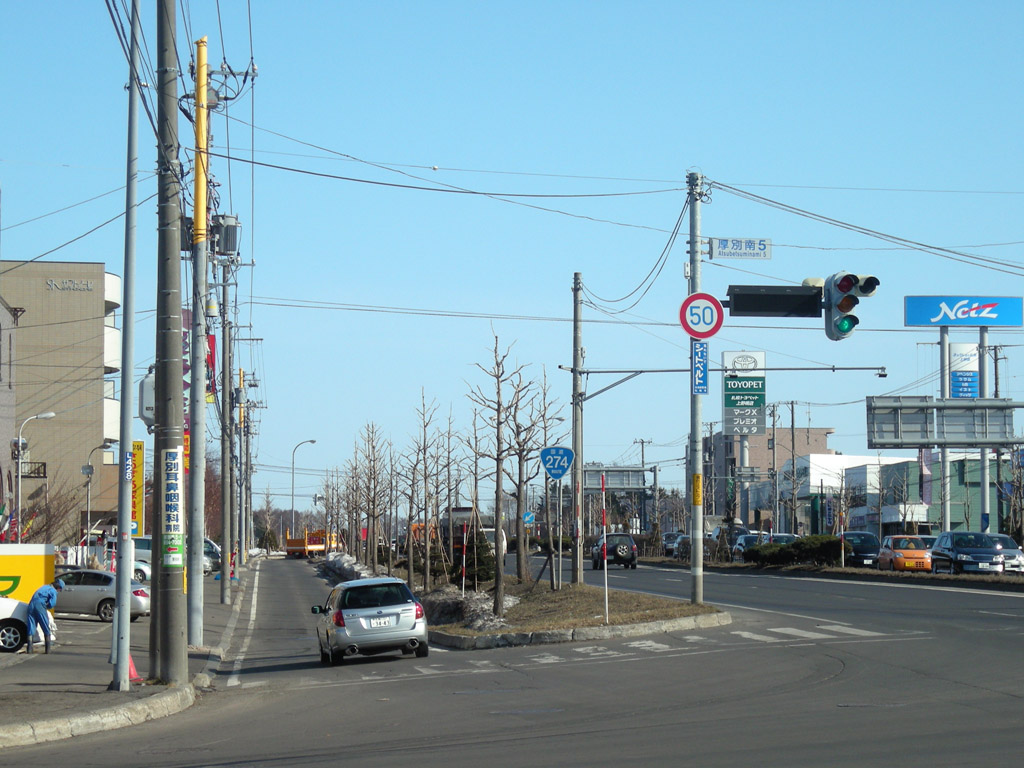
国道274号（札幌市厚別区上野幌付近）

国道274号（こくどう274ごう）は、北海道札幌市東区から川上郡標茶町に至る一般国道である。

## 概要
総延長では北海道内で最も長い一般国道（全国では15位）である。白糠郡白糠町から釧路市までの一部に未開通区間がある。石狩地方・空知地方・胆振地方と十勝地方・釧路地方を連絡しており、国道38号と共に北海道の東西を結ぶ大動脈である。また、札幌市内では市街地の北側を迂回するバイパス「札幌新道」の一部を構成しており、当該区間の一日の交通量は3万台に達する。

### 路線データ
一般国道の路線を指定する政令に基づく起終点および重要な経過地は次のとおり。
- 起点：札幌市（東区北34条東1丁目753番73、北34条西2丁目交差点 = 国道5号・国道231号交点）
- 終点：北海道川上郡標茶町（川上2丁目、川上2丁目交差点 = 国道391号交点、北海道道13号中標津標茶線終点）
- 重要な経過地：北海道夕張郡長沼町、同郡由仁町、夕張市、同道沙流郡日高町[注釈 3]、同道上川郡清水町、同道河東郡士幌町、同郡上士幌町、同道足寄郡足寄町、同道中川郡本別町、同道白糠郡白糠町、同道阿寒郡阿寒町[注釈 4]
- 総延長 : 388.6 km（北海道 371.4 km、札幌市 17.2 km）重用延長、未供用延長を含む。[1][注釈 1]
- 重用延長 : 54.4 km（北海道 54.4 km、札幌市 0.0 km）[1][注釈 1]
- 未供用延長 : 17.7 km（北海道 17.7 km、札幌市 - km）[1][注釈 1]
- 実延長 : 316.5 km（北海道 299.3 km、札幌市 17.2 km）[1][注釈 1]
  - 現道 : 315.9 km（北海道 298.7 km、札幌市 17.2 km）[1][注釈 1]
  - 旧道 : 0.6 km（北海道 0.6 km、札幌市 - km）[1][注釈 1]
  - 新道 : なし[1][注釈 1]
- 指定区間：全線[4]

### 所管
- 札幌開発建設部
  - 札幌道路事務所
  - 千歳道路事務所
  - 岩見沢道路事務所
- 室蘭開発建設部
  - 日高道路事務所
- 帯広開発建設部
  - 帯広道路事務所
  - 足寄道路事務所
- 釧路開発建設部
  - 釧路道路事務所
  - 弟子屈道路事務所

## 歴史
- 1970年（昭和45年）4月1日 - 北海道札幌市から帯広市までを一般国道274号に指定。札幌市厚別 - 夕張郡長沼町西12南7は北海道道6号札幌夕張線と重複、長沼町西12南7 - 夕張市紅葉山は北海道道116号夕張長沼線を昇格、沙流郡日高町 - 上川郡清水町は北海道道464号日高清水線を昇格した。
- 1993年（平成5年）4月1日 - 北海道札幌市から川上郡標茶町までに経路変更。上川郡清水町 - 河東郡鹿追町は北海道道735号清水鹿追線を昇格、河東郡鹿追町 - 河東郡士幌町の間は北海道道35号本別新得線の一部を昇格、白糠郡白糠町二股 - 川上郡標茶町中オソツベツの間は北海道道837号標茶上茶路線を昇格、標茶町中オソツベツ - 標茶町川上の間は北海道道668号オソツベツ原野標茶停車場線の一部を昇格した。これにより、上川郡清水町 - 帯広市の間の国道38号との重複はなくなった。
- 2008年（平成20年）2月23日 - 夕張郡長沼町内で約140台の車両が吹雪のため立ち往生し埋没した[5]。
- 2016年（平成28年）9月1日 - 平成28年台風第10号による豪雨のため、沙流郡日高町中心部から上川郡清水町にかけた各所で橋の流出や土砂崩れが発生。以後、長期間にわたり通行止めとなった[6]。同月13日には、沙流郡日高町内の千呂露橋が1車線の仮橋で許可車のみという条件つきながら復旧したが、この時点でもなお日勝峠には調査すらできない区間が残っていた[7]。その後復旧工事は順調に進み、2017年（平成29年）10月28日13時に通行止めは解除された[8]。

## 路線状況

### 別名

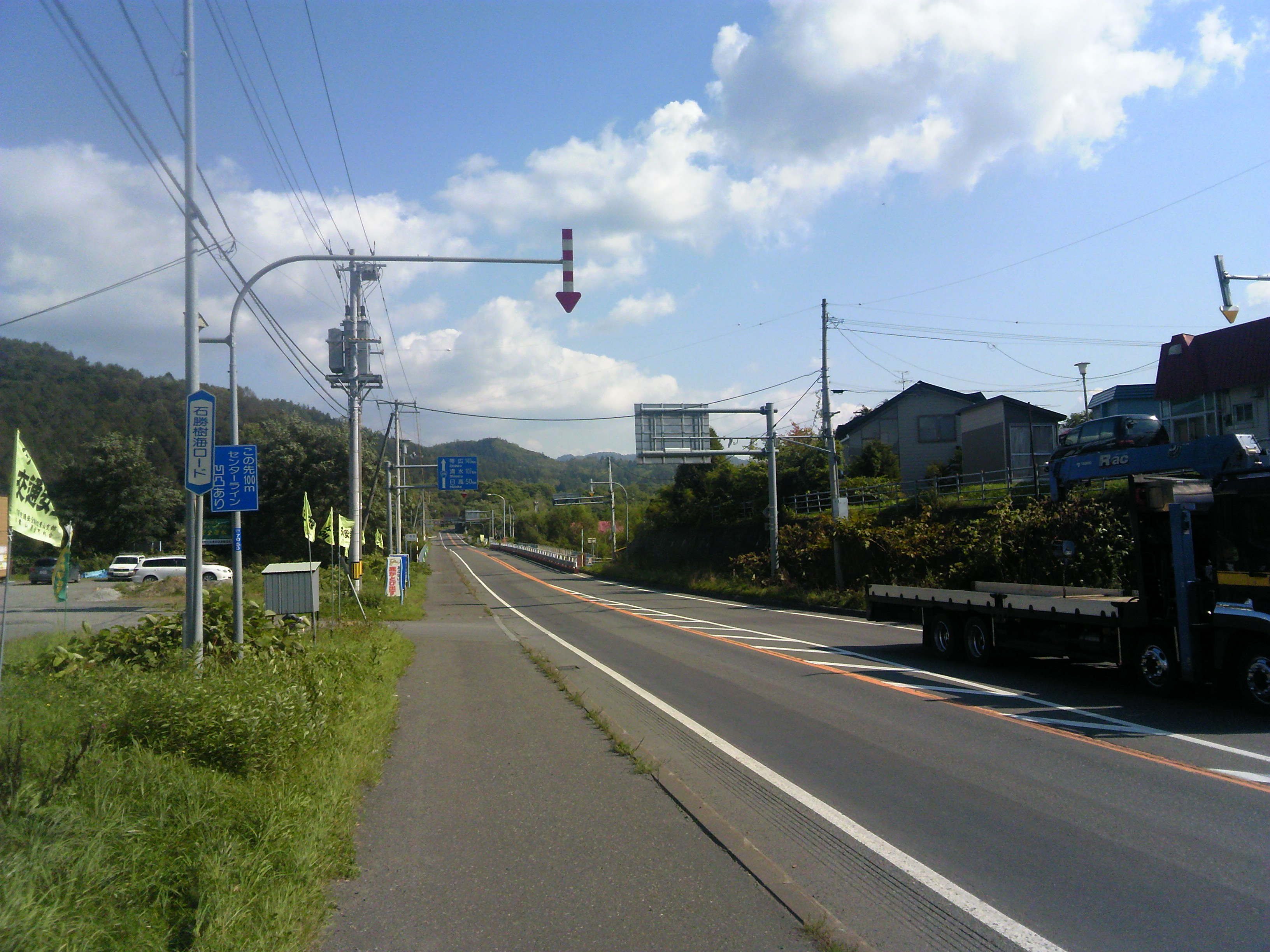
石勝樹海ロード（夕張市）

- 札幌新道（起点 - 札幌市厚別区大谷地東）
- 札夕線（道道3号重複区間）
- 三川国道
- 穂別国道
- 石勝樹海ロード
- 日勝国道
- 鶴居国道

### 重複区間

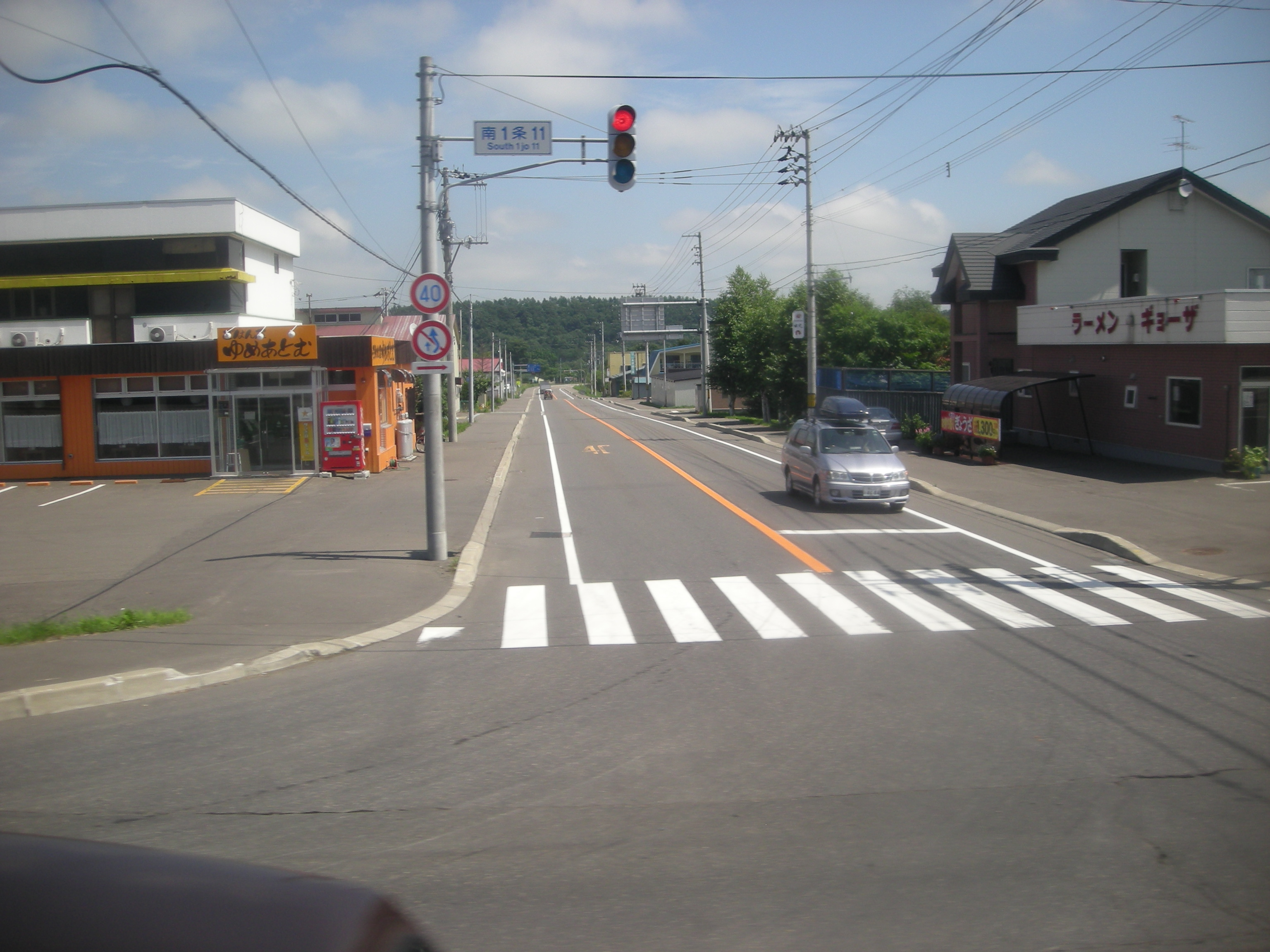
清水町南1条11丁目交差点（国道38号線交点）から北東（鹿追町）方向を望む（2009年8月1日撮影）

- 国道337号（夕張郡長沼町・東3線南7号交差点 - 長沼町・東9線南6号交差点）
- 国道38号（上川郡清水町・南4条10丁目交差点 - 清水町・南1条11丁目交差点）
- 国道241号（河東郡士幌町士幌東1線交差点 - 足寄郡足寄町・郊南1丁目交差点、23.7 km）
- 国道242号（足寄町郊南1丁目交差点 - 中川郡本別町・南3丁目、南4丁目交差点、14.5 km）
- 国道392号（中川郡本別町南3丁目・南4丁目交差点 - 白糠郡白糠町二股）

### 未開通区間
- 白糠郡白糠町二股（北進交点） - 釧路市阿寒町舌辛原野

### 道路施設

#### トンネル
- 登川トンネル（345 m）
- 長和トンネル（281 m）
- 稲里トンネル（1,441 m）
- モトツトンネル（924 m）
- 福山トンネル（839 m）
- 穂高トンネル（1,991 m）
- 日高トンネル（734 m）
- 上滝トンネル（135 m）
- 清見トンネル（151 m）
- 鹿鳴トンネル（543 m）
- 浪の沢トンネル（237 m）
- 日勝トンネル（722 m）
- 熊見トンネル（252 m）
- 石山トンネル（上り218 m、下り85 m）
- 釧勝トンネル（575 m）

#### 道の駅
- 空知総合振興局
  - マオイの丘公園（夕張郡長沼町）
  - 夕張メロード（夕張市）
- 日高振興局
  - 樹海ロード日高（沙流郡日高町）
- 十勝総合振興局
  - しかおい（河東郡鹿追町）
  - うりまく（河東郡鹿追町）
  - ピア21しほろ（河東郡士幌町、国道241号交差点）
  - ステラ★ほんべつ（中川郡本別町、国道242号重複区間）

## 地理
路線を通して、平野と山岳地を交互にアップダウンの中を東西に抜けてゆく道路である。札幌のある石狩平野から夕張山地、日高山脈の日勝峠（標高1,020 m）を越えて十勝平野に出る。日高町から日勝峠までの沙流川沿いに少しずつ標高を上げていく「石勝樹海ロード」区間は、エゾマツやトドマツの原生林の中抜けていくワインディングロードである。日勝峠付近から十勝平野へは視界が開け、展望台からは眼下に十勝平野の大平原を展望できる。十勝平野から北部の丘陵を東に向かって不通区間がある白糠丘陵で標高466 mの釧勝峠を越えて、標茶まで原野の中を抜ける。

### 通過する自治体
- 北海道
  - 石狩振興局
    - 札幌市（東区 - 白石区 - 厚別区） - 北広島市

  - 空知総合振興局
    - 夕張郡長沼町

  - 石狩振興局
    - 千歳市

  - 空知総合振興局
    - 夕張郡由仁町 - 夕張郡栗山町 - 夕張市

  - 胆振総合振興局
    - 勇払郡むかわ町

  - 上川総合振興局
    - 勇払郡占冠村

  - 日高振興局
    - 沙流郡日高町

  - 十勝総合振興局
    - 上川郡清水町 - 河東郡鹿追町 - 河東郡士幌町 - 河東郡上士幌町 - 足寄郡足寄町 - 中川郡本別町 - 十勝郡浦幌町

  - 釧路総合振興局
    - 白糠郡白糠町 -（未開通）- 釧路市 - 阿寒郡鶴居村 - 川上郡標茶町

### 交差する道路
石狩振興局
札幌市東区
- 国道5号・国道231号 : 東区北34東1交差点（起点）
- 札樽自動車道札幌北（第一）IC : 東区北34東3・北33条東3
- 北海道道273号花畔札幌線 : 東区北34東26交差点
- 北海道道112号札幌当別線 : 東区北34東27交差点
- 札樽自動車道伏古IC : 東区北34東28
- 札樽自動車道雁来IC : 東区東雁来5-3
- 国道275号 : 東区東雁来6-1交差点

札幌市白石区
- 道央自動車道札幌IC : 白石区米里2-2
- 道央自動車道北郷IC : 白石区北郷6-7
- 北海道道864号大麻東雁来線 : 白石区北郷3-11交差点
- 道央自動車道大谷地IC : 白石区平和通17

札幌市厚別区
- 国道12号 : 厚別区大谷地東1交差点
- 北海道道3号札幌夕張線 : 厚別区大谷地東2交差点
- 北海道道341号真駒内御料札幌線 : 厚別区大谷地東5交差点
- 道央自動車道札幌南IC : 厚別区上野幌
- 北海道道3号札幌夕張線 : 厚別区大谷地東6交差点
- 北海道道1138号厚別平岡線 : 厚別区厚別南4交差点

北広島市
- 北海道道46号江別恵庭線・北海道道1080号栗山北広島線 : 共栄交差点

空知総合振興局
夕張郡長沼町
- 北海道道3号札幌夕張線 : 西12線南6号交差点
- 国道337号・北海道道45号恵庭栗山線 : 東3線南6号交差点
- 国道337号（道央圏連絡道路南長沼ランプ）・国道337号 : 東9線南6号交差点

空知総合振興局
夕張郡由仁町
- 国道234号 : 三川旭町交差点
- 北海道道602号東三川由仁停車場線 : 中三川交差点、東三川交差点
- 北海道道462号川端追分線 : 川端交差点

夕張郡栗山町
- 北海道道477号滝下由仁停車場線 : 滝下

夕張市
- 北海道道1065号夕張厚真線 : 滝ノ上
- 道東自動車道夕張IC : 紅葉山
- 国道452号 : 紅葉山交差点

胆振総合振興局
勇払郡むかわ町
- 北海道道74号穂別鵡川線 : 穂別稲里交差点
- 北海道道1165号むかわ穂別インター線 : 穂別長和  →  道東自動車道むかわ穂別IC
- 北海道道610号占冠穂別線 : 穂別福山（2箇所）

上川総合振興局
勇払郡占冠村
- 北海道道610号占冠穂別線(枝線): 字ニニウ

日高振興局
沙流郡日高町
- 国道237号 : 宮下町3
- 北海道道847号三岩日高線 : 本町東1

十勝総合振興局
上川郡清水町
- 北海道道55号清水大樹線（枝線） : 清水第8線
- 道東自動車道十勝清水IC : 字清水
- 国道38号 : 南4-10交差点、南1-11交差点
- 北海道道718号忠別清水線 : 人舞
- 北海道道75号帯広新得線 : 熊牛

河東郡鹿追町
- 北海道道133号音更新得線 : 下鹿追交差点、南1交差点
- 北海道道416号鹿追停車場線 : 栄町1交差点
- 北海道道771号笹川士幌線 : 笹川北9線交差点、笹川北14線交差点
- 北海道道85号鹿追糠平線・北海道道593号屈足鹿追線 : 瓜幕西交差点
- 北海道道593号屈足鹿追線 : 瓜幕西27線
- 北海道道54号東瓜幕芽室線 : 東瓜幕西15線

河東郡士幌町
- 北海道道337号上士幌士幌音更線: 中音更西4線
- 北海道道134号本別士幌線・北海道道337号上士幌士幌音更線 : 中音更基線
- 国道241号 : 士幌西2線

（国道241号、国道242号との重複は省略）
中川郡本別町
- 国道242号 : 南3・南4交差点

十勝郡浦幌町
- 北海道道56号本別浦幌線 : 貴老路
- 道東自動車道浦幌IC : 字栄穂

釧路総合振興局
白糠郡白糠町
- 国道392号・北海道道143号北見白糠線 : 二股

（この間未開通）
釧路市
- 北海道道222号雄別釧路線 ・北海道道667号徹別原野雄別停車場線: 阿寒町舌辛原野
- 国道240号 : 阿寒町徹別原野交差点
- 北海道道666号徹別原野釧路線 : 釧路市阿寒町共和（2箇所）

阿寒郡鶴居村
- 北海道道829号幌呂原野鶴居線 : 幌呂
- 北海道道1093号阿寒公園鶴居線 : 雪裡原野
- 北海道道53号釧路鶴居弟子屈線 : 雪裡原野

川上郡標茶町
- 北海道道1052号クチョロ原野線 : 中久著呂市街
- 北海道道53号釧路鶴居弟子屈線 : ヌマオロ原野
- 国道391号・北海道道13号中標津標茶線 : 川上2・川上1交差点（終点）

### 峠
- 日高振興局
  - 日勝峠（標高1,023 m、沙流郡日高町 - 十勝総合振興局上川郡清水町）
- 十勝総合振興局
  - 釧勝峠（標高466 m、十勝郡浦幌町 - 釧路総合振興局白糠郡白糠町）

## その他
- 2024年（令和6年）8月、北広島市内の法定速度60 km/hの区間において、時速175 km/hで自動車を運転した男が道路交通法違反で摘発。これは可搬式速度違反取り締まり装置で摘発した道内最高記録となった[11]。